# برغن آوف روغن
برغن آن در روغن (بالألمانية: Bergen auf Rügen) هي مدينة و بلدة ألمانية تقع في ألمانيا في Landkreis Vorpommern-Rügen.[بحاجة لمصدر] يقدر عدد سكانها بـ 14,430 نسمة .

## المدن التوأمة
مدن Goleniów، أولدنبورغ إن هولشتاين، Svedala Municipality و بالانغا هي مدن توأمة لـبرغن آن در روغن.

## معرض صور

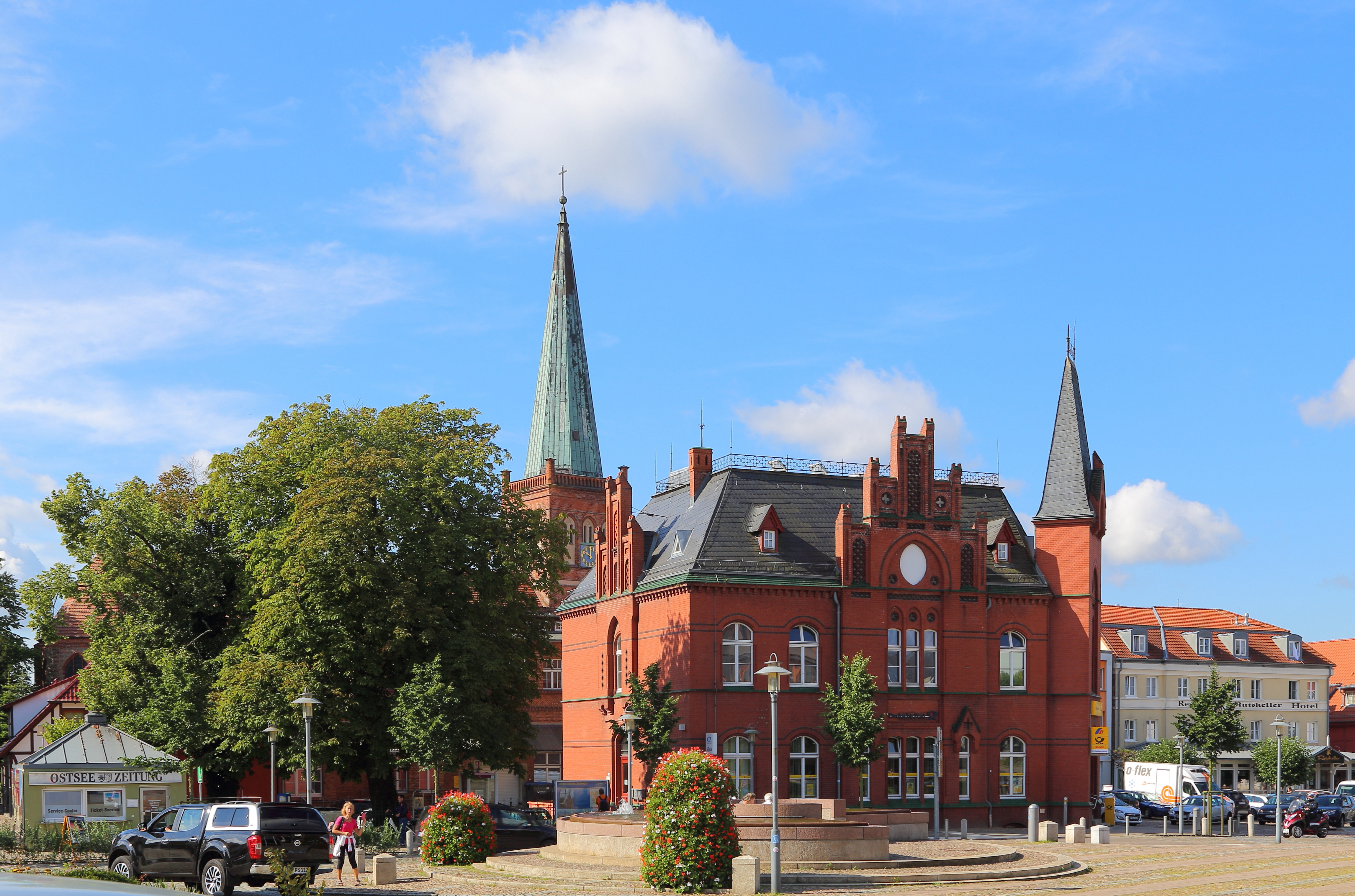
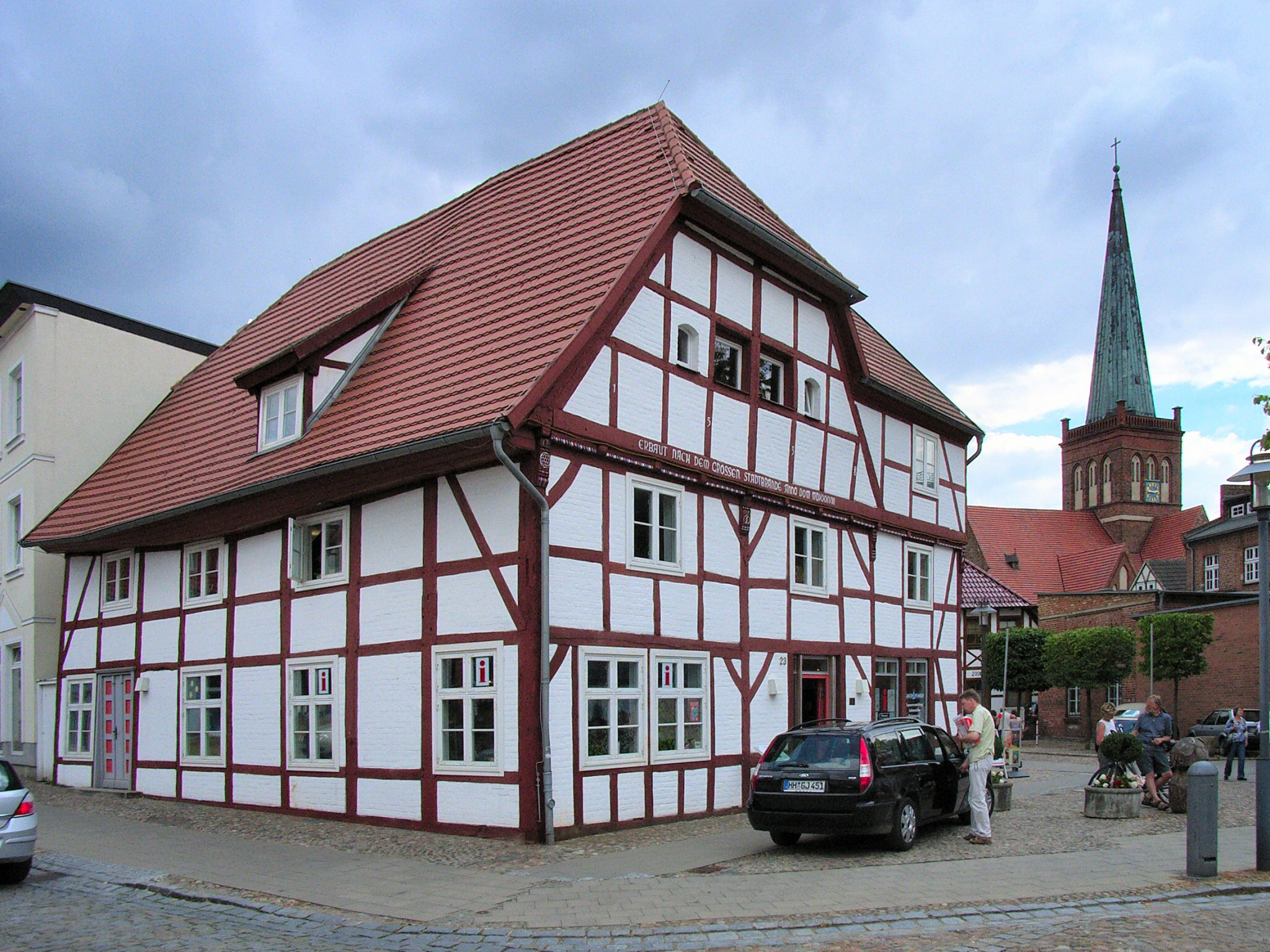
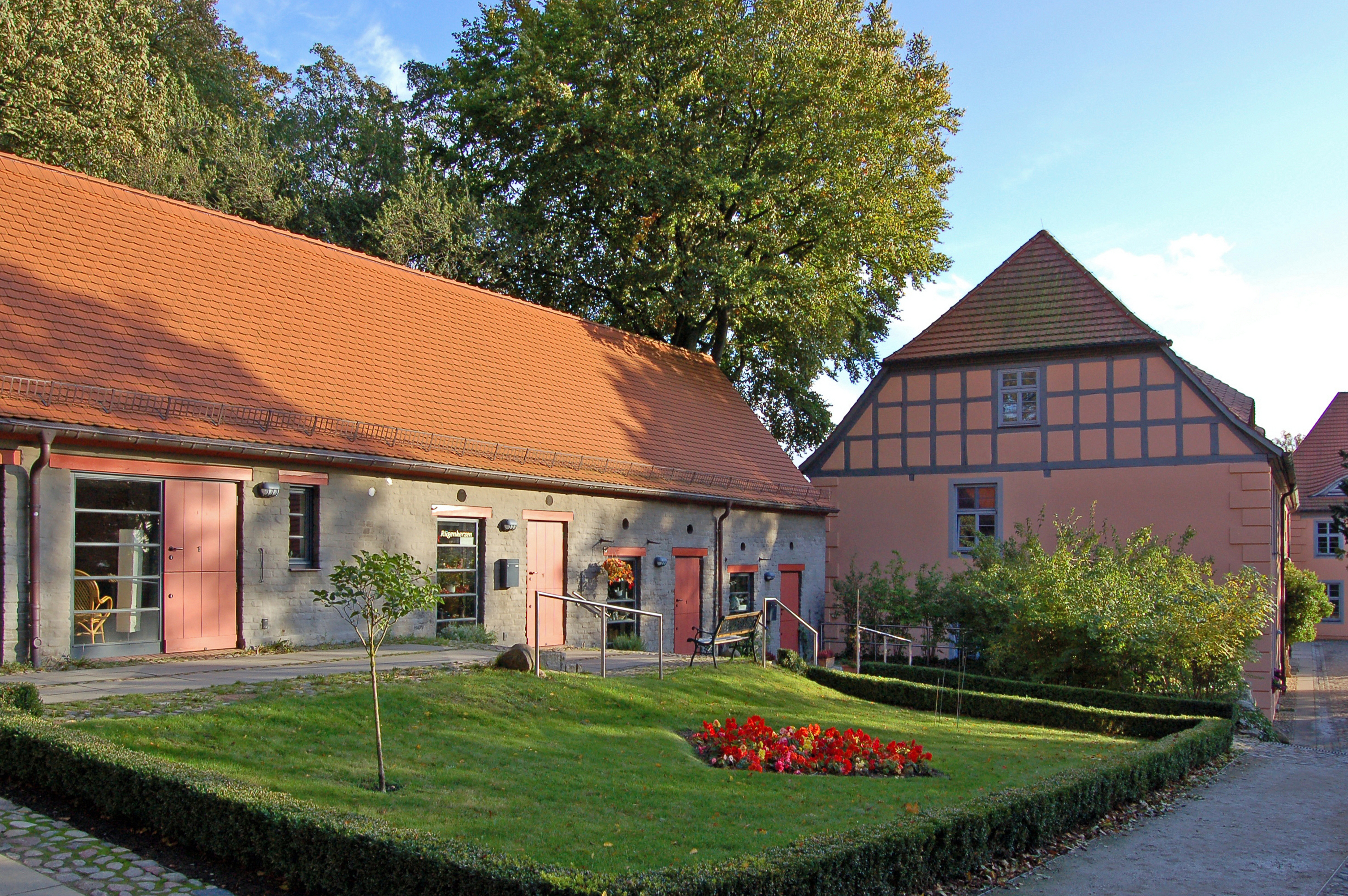
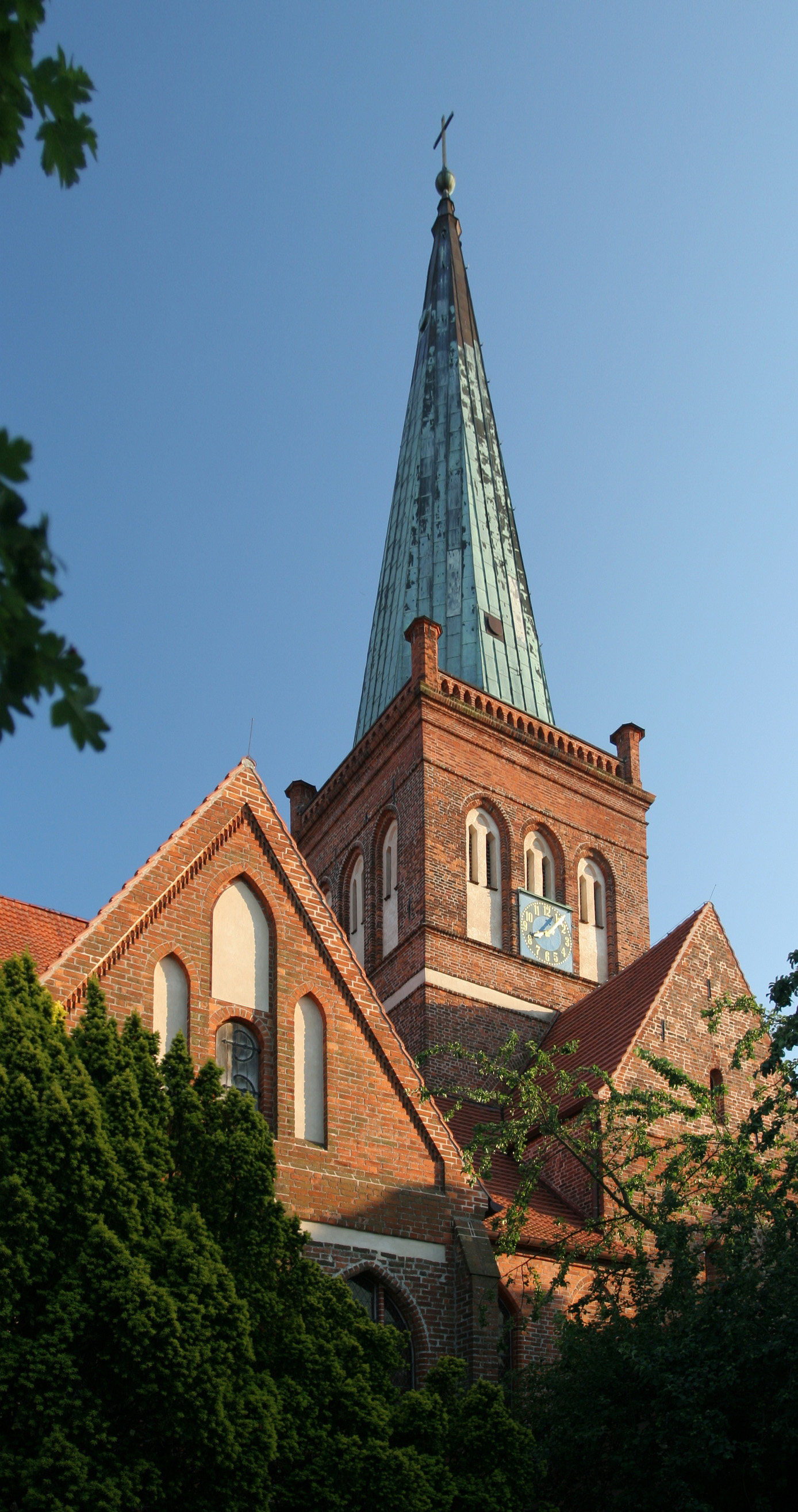

## أعلام
- آرني تودي
- أرنولد روج
- أندرياس كهول
- هانس ديلبروك
- تيودور بيلروت